# 卡门裸趾虎
卡门裸趾虎 （学名：Cyrtodactylus kamengensis），一种于印度阿鲁纳恰尔邦西卡门县色岗乡发现的爬行动物，隶属于壁虎科裸趾虎属。